# Sam Cassell
Samuel James Cassell Sr. (Baltimore, 18 november 1969) is een Amerikaans voormalig basketbalspeler die speelde als point-guard en basketbalcoach.

## Carrière

### Spelerscarrière
Cassell speelde collegebasketbal voor San Jacinto Junior College in Texas. De laatste twee seizoenen van zijn collegecarrière kwam hij uit voor Florida State Seminoles. In 1994 werd hij als 24e in de eerste ronde gedraft door de Houston Rockets. Cassell speelde in dit seizoen zijn rol in het eerste NBA-kampioenschap van de Houston Rockets, dat het team in een finale ten koste van de New York Knicks behaalde. Ook in zijn tweede seizoen voor de Rockets (1994/95) werd de NBA titel behaald. Na het einde van zijn derde NBA-seizoen in 1996, werd Cassell samen met Robert Horry, Chucky Brown en Mark Bryant tegen Charles Barkley en een draftpick van de Phoenix Suns geruild.
In 1996/97 werd hij binnen zes maanden tot driemaal toe geruild; eerst van de Houston Rockets naar de Phoenix Suns. Vervolgens in december 1996 naar de Dallas Mavericks samen met Michael Finley, A.C. Green en een draftpick voor Tony Dumas, Jason Kidd en Loren Meyer. In februari 1997 werd hij geruild naar de New Jersey Nets samen met Chris Gatling, Jim Jackson, George McCloud en Eric Montross voor Shawn Bradley, Ed O'Bannon, Robert Pack en Khalid Reeves. In 1997/98 speelde hij een heel seizoen voor de Nets om in maart 1999 geruild te worden naar de Milwaukee Bucks in een deal waarbij ook Minnesota Timberwolves betrokken waren en Chris Gatling, Terrell Brandon, Elliot Perry, Paul Grant, Chris Carr, Bill Curley, Stephon Marbury en Brian Evans.
Na vier seizoenen bij de Bucks werd hij in juni 2003 samen met Ervin Johnson geruild naar de Minnesota Timberwolves voor Anthony Peeler en Joe Smith. Na twee seizoenen bij de Timberwolves werd hij in augustus 2005 geruild naar de Los Angeles Clippers samen met een draftpick voor Lionel Chalmers en Marko Jarić. In maart 2008 werd zijn contract ontbonden door de Clippers waarna hij tekende bij de Boston Celtics. In 2008 speelde hij zijn laatste wedstrijden bij Boston Celtics en behaalde zijn derde NBA-kampioenschap ten koste van de Los Angeles Lakers. In februari 2009 werd hij geruild naar de Sacramento Kings voor een draftpick en een geldsom nadat hij nog geen speelminuten zag dat seizoen. Een dag later werd zijn contract alweer ontbonden door de Kings.
Cassel speelde 993 wedstrijden in de NBA en kwam hierin tot 15.635 gescoorde punten, een gemiddelde van 15.7 punten per wedstrijd. Zijn hoogste puntenaantal van 40 scoorde hij als speler van de Milwaukee Bucks in 2001 in een wedstrijd tegen de Chicago Bulls.

### Coachingscarrière
Na zijn spelersloopbaan werd hij assistent-coach bij de Washington Wizards van 2009 tot 2014 onder coach Flip Saunders. In 2014 maakte hij de overstap naar de Los Angeles Clippers onder Doc Rivers waar hij assistent was tot in 2020. Van 2020 tot 2023 was hij assistent-coach van de Philadelphia 76ers opnieuw onder Doc Rivers. In 2023 werd hij assistent bij de Boston Celtics onder Joe Mazulla.

## Erelijst
- NBA-kampioen: 1994, 1995, 2008
- NBA All-Star: 2004
- All-NBA Second Team: 2004
- Nummer 10 gehonoreerd door de Florida State Seminoles
- FSU Athletics Hall of Fame: 2004[6]

## Privéleven
Cassells zoon Sam Cassell Jr. was ook een profbasketballer.

## Statistieken

### Regulier seizoen
| Seizoen      | Team                   | WG  | WS  | MPW  | 2P%  | 3P%  | FW%  | RPW | APW | SPW | BPW | PPW  |
| ------------ | ---------------------- | --- | --- | ---- | ---- | ---- | ---- | --- | --- | --- | --- | ---- |
| 1993/94      | Houston Rockets        | 66  | 6   | 17,0 | 41,8 | 29,5 | 84,1 | 2,0 | 2,9 | 0,9 | 0,1 | 6,7  |
| 1994/95      | Houston Rockets        | 82  | 1   | 23,0 | 42,7 | 33,0 | 84,3 | 2,6 | 4,9 | 1,1 | 0,2 | 9,5  |
| 1995/96      | Houston Rockets        | 61  | 0   | 27,6 | 43,9 | 34,8 | 82,5 | 3,1 | 4,6 | 0,9 | 0,1 | 14,5 |
| 1996/97      | Phoenix Suns           | 22  | 9   | 24,5 | 41,5 | 30,6 | 85,5 | 2,3 | 4,5 | 1,0 | 0,3 | 14,8 |
| 1996/97      | Dallas Mavericks       | 16  | 13  | 24,9 | 42,4 | 30,6 | 84,0 | 3,1 | 3,6 | 1,1 | 0,4 | 12,3 |
| 1996/97      | New Jersey Nets        | 23  | 22  | 33,8 | 44,3 | 39,2 | 83,1 | 3,6 | 6,5 | 1,6 | 0,3 | 19,3 |
| 1997/98      | New Jersey Nets        | 75  | 72  | 34,7 | 44,1 | 18,8 | 86,0 | 3,0 | 8,0 | 1,6 | 0,3 | 19,6 |
| 1998/99      | New Jersey Nets        | 4   | 3   | 25,0 | 42,9 | 14,3 | 93,5 | 1,5 | 4,8 | 0,8 | 0,0 | 18,0 |
| 1998/99      | Milwaukee Bucks        | 4   | 0   | 24,8 | 40,9 | 33,3 | 94,7 | 2,3 | 4,3 | 1,5 | 0,0 | 13,8 |
| 1999/00      | Milwaukee Bucks        | 81  | 81  | 35,8 | 46,6 | 28,9 | 87,6 | 3,7 | 9,0 | 1,3 | 0,1 | 18,6 |
| 2000/01      | Milwaukee Bucks        | 76  | 75  | 35,6 | 47,4 | 30,6 | 85,8 | 3,9 | 7,6 | 1,2 | 0,1 | 18,2 |
| 2001/02      | Milwaukee Bucks        | 74  | 73  | 35,2 | 46,3 | 34,8 | 86,0 | 4,2 | 6,7 | 1,2 | 0,2 | 19,7 |
| 2002/03      | Milwaukee Bucks        | 78  | 77  | 34,6 | 47,0 | 36,2 | 86,1 | 4,4 | 5,8 | 1,1 | 0,2 | 19,7 |
| 2003/04      | Minnesota Timberwolves | 81  | 81  | 35,0 | 48,8 | 39,8 | 87,3 | 3,3 | 7,3 | 1,3 | 0,2 | 19,8 |
| 2004/05      | Minnesota Timberwolves | 59  | 38  | 25,8 | 46,4 | 26,2 | 86,5 | 2,7 | 5,1 | 0,6 | 0,2 | 13,5 |
| 2005/06      | Los Angeles Clippers   | 78  | 75  | 34,0 | 44,3 | 36,8 | 86,3 | 3,7 | 6,3 | 0,9 | 0,1 | 17,2 |
| 2006/07      | Los Angeles Clippers   | 58  | 30  | 24,3 | 41,8 | 29,4 | 87,9 | 2,9 | 4,7 | 0,5 | 0,1 | 12,3 |
| 2007/08      | Los Angeles Clippers   | 38  | 33  | 25,7 | 45,5 | 25,9 | 89,1 | 2,8 | 4,7 | 0,7 | 0,1 | 12,8 |
| 2007/08      | Boston Celtics         | 17  | 1   | 17,6 | 38,5 | 40,9 | 84,0 | 1,8 | 2,1 | 0,5 | 0,2 | 7,6  |
| Carrière     | Carrière               | 993 | 690 | 30,0 | 45,4 | 33,1 | 86,1 | 3,2 | 6,0 | 1,1 | 0,2 | 15,7 |
| NBA All-Star | NBA All-Star           | 1   | 0   | 13,0 | 66,7 | 0,0  | 0,0  | 1,0 | 7,0 | 1,0 | 0,0 | 4,0  |

### Play-offs
| Seizoen  | Team                   | WG  | WS | MPW  | 2P%  | 3P%  | FW%  | RPW | APW | SPW | BPW | PPW  |
| -------- | ---------------------- | --- | -- | ---- | ---- | ---- | ---- | --- | --- | --- | --- | ---- |
| 1993/94  | Houston Rockets        | 22  | 0  | 21,7 | 39,4 | 37,8 | 86,5 | 2,7 | 4,2 | 1,0 | 0,2 | 9,4  |
| 1994/95  | Houston Rockets        | 22  | 0  | 22,0 | 43,8 | 40,0 | 83,5 | 1,9 | 4,0 | 1,0 | 0,1 | 11,0 |
| 1995/96  | Houston Rockets        | 8   | 0  | 25,8 | 32,1 | 27,6 | 79,3 | 2,1 | 4,3 | 0,8 | 0,1 | 10,4 |
| 1997/98  | New Jersey Nets        | 3   | 1  | 8,7  | 33,3 | —    | —    | 1,0 | 1,7 | 0,0 | 0,3 | 2,0  |
| 1998/99  | Milwaukee Bucks        | 3   | 3  | 34,0 | 50,0 | 0,0  | 87,5 | 2,0 | 8,7 | 1,0 | 0,0 | 15,3 |
| 1999/00  | Milwaukee Bucks        | 5   | 5  | 35,6 | 41,7 | 20,0 | 85,7 | 3,4 | 9,0 | 0,8 | 0,0 | 15,8 |
| 2000/01  | Milwaukee Bucks        | 18  | 18 | 37,9 | 39,6 | 33,3 | 86,6 | 4,6 | 6,7 | 1,1 | 0,2 | 17,4 |
| 2002/03  | Milwaukee Bucks        | 6   | 6  | 36,2 | 47,0 | 52,4 | 93,3 | 3,2 | 2,7 | 0,5 | 0,2 | 17,2 |
| 2003/04  | Minnesota Timberwolves | 16  | 15 | 31,1 | 46,5 | 41,7 | 85,2 | 2,5 | 4,4 | 0,8 | 0,2 | 16,6 |
| 2005/06  | Los Angeles Clippers   | 12  | 12 | 33,7 | 43,7 | 34,9 | 80,9 | 4,0 | 5,8 | 0,7 | 0,2 | 18,0 |
| 2007/08  | Boston Celtics         | 21  | 0  | 12,6 | 33,3 | 21,4 | 82,4 | 0,7 | 1,2 | 0,4 | 0,0 | 4,5  |
| Carrière | Carrière               | 136 | 60 | 26,0 | 41,4 | 36,3 | 84,7 | 2,6 | 4,4 | 0,8 | 0,1 | 12,2 |

1 Brooks · 
7 Herrera · 
10 Cassell · 
11 Maxwell · 
17 Elie · 
21 Jent · 
25 Horry · 
30 Smith · 
33 Thorpe · 
34 Olajuwon · 
35 Cureton · 
50 Bullard · 
Coach Tomjanovich
7 Herrera · 
10 Cassell · 
11 Maxwell · 
17 Elie · 
22 Drexler · 
25 Horry · 
27 Jones · 
30 Smith · 
32 Chilcutt · 
34 Olajuwon · 
52 Brown · 
55 Tabak · 
Coach Tomjanovich
2 Powe · 
5 Garnett · 
9 Rondo · 
11 Davis · 
13 Pruitt · 
20 R. Allen · 
28 Cassell · 
34 Pierce · 
41 Posey · 
42 T. Allen · 
43 Perkins · 
44 Scalabrine · 
50 House · 
66 Pollard · 
93 Brown · 
Coach Rivers